# シスチン
シスチン（英: cystine）は、アミノ酸の1種の3,3’-ジチオビス（2-アミノプロピオン酸）である。この分子は、2個のシステイン分子が水硫基 (–SH) の酸化によって生成するジスルフィド結合 (S–S) を介して繋がった構造を持つので、光学異性体を有する。なお、天然に多く存在するのはL体（R,R’体）である。シスチンは、標準状態下では白色状の固体であり、水にわずかに溶ける。

## 詳細
シスチンは皮膚や角や毛と同様に卵や乳製品や全粒穀物のような多くの食品に含まれている。なお、これは、特にケラチンに多く含まれており、人間の頭髪に対する質量比は約10–14%になる。通常の蛋白質での含量は少ないが、その高次構造を決める上で重要な部分である。また、シスチンは、生物の体内で、酸化還元反応と物理的結合による蛋白質構造の維持という2つの役割を果たしている。

### 性質
高温で、ジスルフィド結合は容易に切断される。この化学反応は2-メルカプトエタノールやジチオスレイトールなどのチオール (R–S–H) によって起こる。ジスルフィド結合は、容易に還元されて、システインとジスルフィド (R–S–S–R’) になる。
{\displaystyle {\ce {(SCH2CH(NH2)CO2H)2 + 2RSH -> 2HSCH2CH(NH2)CO2H + RSSR}}}
そのため、シスチンの栄養学的な利点や摂取源はシステインのものと同一である。

## 歴史
1810年に、ウィリアム・ハイド・ウォラストンがシスチンを発見した。しかし、肥育牛の角から単離された1899年以前は、シスチンが蛋白質に由来するという事実は人々から認識されていなかった。